# Николас Валентини
Николас Валентини (шп. Nicolás Valentini; Хунин, 6. април 2002) је аргентински фудбалер који тренутно наступа за Боку јуниорс. Игра на позицији одбрамбеног играча.

## Успеси
Бока јуниорс
- Суперкуп Аргентине (1) : 2023.[6]
- Интернационални суперкуп Аргентине: (финале: 2022)[7]
- Копа либертадорес: (финале: 2023)[8]